# Urolepis rufipes
Urolepis rufipes är en stekelart som först beskrevs av William Harris Ashmead 1896.  Urolepis rufipes ingår i släktet Urolepis och familjen puppglanssteklar. Arten är reproducerande i Sverige. Inga underarter finns listade i Catalogue of Life.